# Общество художников Великобритании
Общество художников Великобритании (англ. Society of Artists of Great Britain) было основано в Лондоне в мае 1761 года ассоциацией художников, с целью организации места для публичных выставок последних работ современных художников. Подобные выставки к тому моменту уже пользовались большим успехом в Парижских салонах. К 1768 году основные члены отделились от общества, что привело к образованию Королевской академии художеств. После нескольких лет упадка в 1791 году общество было распущено.

## История
Общество художников Великобритании появилось в 1760 году в качестве свободной ассоциации художников, среди членов которой были Джошуа Рейнольдс и Фрэнсис Хейман. Они добивались большего контроля художников над выставками своих работ, ранее организованных обществом искусств Уильяма Шипли (основанное в 1754 году). Первую выставку новое общество организовало в апреле 1760 года. В день её посещало более 1000 человек. В следующем году они провели свою вторую выставку в аукционных залах Кристофера Кока в Спринг-Гарденс, Чаринг Кросс. После чего назвали себя Обществом художников Великобритании, подчеркнув свою идентичность с «нацией» и объявив об отсоединении от общества искусств Шипли. Около 13 000 копий каталога к выставке 1761 года были распроданы. Обложку каталога украшала картинка, специально разработанная Уильямом Хогартом, изображающая Британию, поливающую 3 дерева с надписью «Живопись, Скульптура и Архитектура».
В 1765 году общество, состоящее из 211 членов, получило Королевскую Хартию, как объединённое общество художников Великобритании.
Позже Рейнольдс станет основателем Королевской академии искусств. А после конфликта между двумя ведущими архитекторами, сэром Уильямом Чеймберсом и Джеймсом Пэйном произойдёт раскол общества. Пэйн одержал победу, но Чеймберс использовал свои связи с Георгом III для создания нового органа — Королевской академии искусств, которая появилась в 1769 году. Но Общество художников Великобритании продолжало функционировать, организовывать выставки до 1791 года. А те, кто предпочли остаться со старым «обществом искусств», стали называть себя «свободным обществом художников» (1761—1783).